# 魯扎河

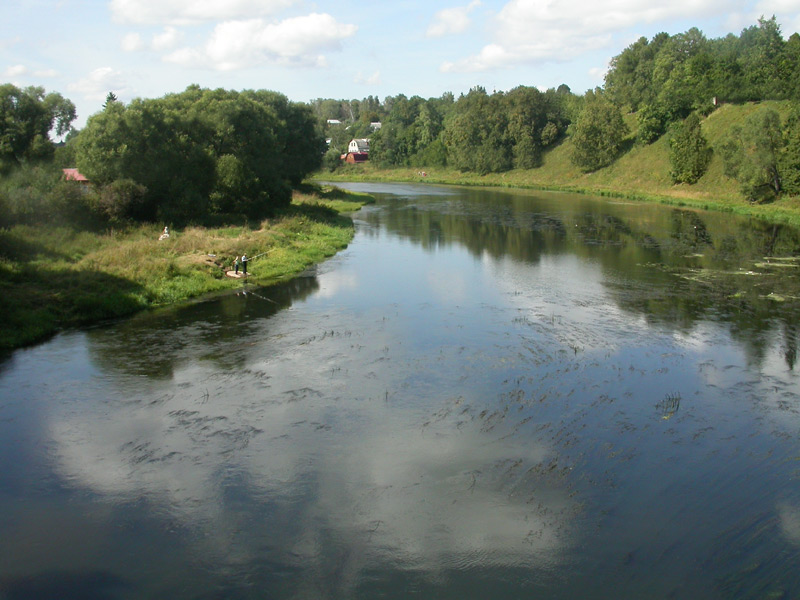
魯扎河

魯扎河是俄羅斯的河流，位於莫斯科州境內，屬於莫斯科河的左支流，河道全長145公里，流域面積1,990平方公里，河流通常在11月至4月結冰。